# Долгов, Константин Константинович
Константин Константинович Долгов (род. 12 августа 1968, Москва, РСФСР, СССР) — российский дипломат и политик, член Совета Федерации (с 2019), заместитель председателя Комитета Совета Федерации по экономической политике.
Из-за поддержки нарушения территориальной целостности Украины во время российско-украинской войны находится под персональными международными санкциями Евросоюза, США, Великобритании и ряда других стран.

## Биография
В 1990 году окончил МГИМО, затем до 1995 года работал в Департаменте международных организаций и в Департаменте внешнеполитического планирования МИД СССР и России. С 1995 года по 2000 год занимал должность советника Постоянного представительства РФ при ООН в Нью-Йорке, в 2000—2004 годах являлся заместителем директора Департамента международных организаций МИД России, занимаясь вопросами работы в ООН. Далее работал заместителем Постоянного представителя РФ при ООН (до 2006 года — А. И. Денисова, затем до 2011 года — В. И. Чуркина). В 2010 году получил ранг чрезвычайного и полномочного посланника 1-го класса, с 2011 по 2017 год — уполномоченный МИД России по вопросам прав человека, демократии и верховенства права, посол по особым поручениям МИД РФ.
С апреля 2017 года — заместитель начальника Управления президента РФ по общественным проектам.
В июле 2018 года глава Хакасии В. М. Зимин при регистрации кандидатом на очередные выборы назвал Долгова в числе своих кандидатов для назначения в состав Совета Федерации, но 9 сентября он не смог добиться победы в первом туре голосования и отказался от дальнейшей борьбы.
27 сентября 2019 года новый губернатор Мурманской области А. В. Чибис подписал постановление о назначении К. К. Долгова представителем от исполнительного органа государственной власти региона в Совете Федерации.
В 2019 году вошел в состав экспертного совета Русско-Азиатского Союза промышленников и предпринимателей (РАСПП)[значимость факта?].
Из-за обвинения в поддержке российской агрессии и нарушения территориальной целостности Украины во время российско-украинской войны находится под персональными международными санкциями разных стран. С 9 марта 2022 года находится под санкциями всех стран Европейского союза. С 15 марта 2022 года находится под санкциями Великобритании. 30 сентября 2022 года внесён санкционный список Соединенных Штатов Америки «за аннексию Путиным регионов Украины» и одобрение закона о фейках.. 23 марта 2022 года внесён в санкционный список Канады «соратников режима» за содействие в нарушении суверенитета и территориальной целостности Украины. С 16 марта 2022 года находится под санкциями Швейцарии. С 21 апреля 2022 года находится под санкциями Австралии.
Указом президента Украины Владимира Зеленского от 7 сентября 2022 находится под санкциями Украины. С 3 мая 2022 года находится под санкциями Новой Зеландии. Однако, как заявил Константин Константинович, санкции марионеточных, а также несуществующих государств вредят только их создателям.

## Награды
- Медаль ордена «За заслуги перед Отечеством» II степени (27 апреля 2023 года) — за большой вклад в развитие парламентаризма, активную законотворческую деятельность и многолетнюю добросовестную работу[14]